# Shōrō
| Wooden belltower, old style | Wooden belltower, new style |

El shōrō, shurō (鐘楼 campanario?) o kanetsuki-dō (鐘突堂 campanario iluminado?) es el campanario de un templo budista en Japón, que alberga el bonshō (梵鐘 campana del templo?). También se puede encontrar en algunos jinja, como por ejemplo en Nikkō Tōshō-gū. Existen dos tipos principales, las antiguas hakamagoshi (梵鐘?), que presentan paredes, y las más recientes fukihanachi (吹放ち?) o fukinuki (吹貫・吹抜き?), que no tienen.

## Historia
Durante el Período Nara (710-794), inmediatamente después de la llegada del budismo en Japón campanarios eran de arquitectura bay de 3 x 2, 2 edificios de una planta. Un típico templo garan tenía normalmente dos, uno a la izquierda y uno a la derecha del kyōzō (o kyō-dō), el repositorio sūtra. Un ejemplo existente de este estilo es el Sai-in Shōrō de Hōryū-ji en Nara.
Durante el Período Heian (794-1185) se desarrolló un nuevo estilo llamado hakamagoshi que consistía en un edificio de 2 pisos, con forma de reloj de arena con la campana que cuelga del segundo piso. El ejemplo más antiguo existente es Hōryū-ji's Tō-in Shōrō.
Por último, durante el siglo XIII fue creado el Tōdai-ji, haciendo todas las partes estructurales visibles. La torre del campanario en este caso, por lo general consiste en una 1-ken ancha, una estructura 1-ken alta sin paredes y con la campana en su centro. A veces los cuatro pilares tienen una inclinación hacia el interior llamada uchikorobi (内転び - caída interior). Después del período Nara, en el que el diseño del templo fue prescrito rígidamente a la manera china, la posición de la torre del campanario dejó de ser prescrito y comenzó a cambiar templo por templo. Los techos son a dos aguas, ya sea kirizuma-zukuri (切妻造) O irimoya-zukuri (入母屋造).

## Galería

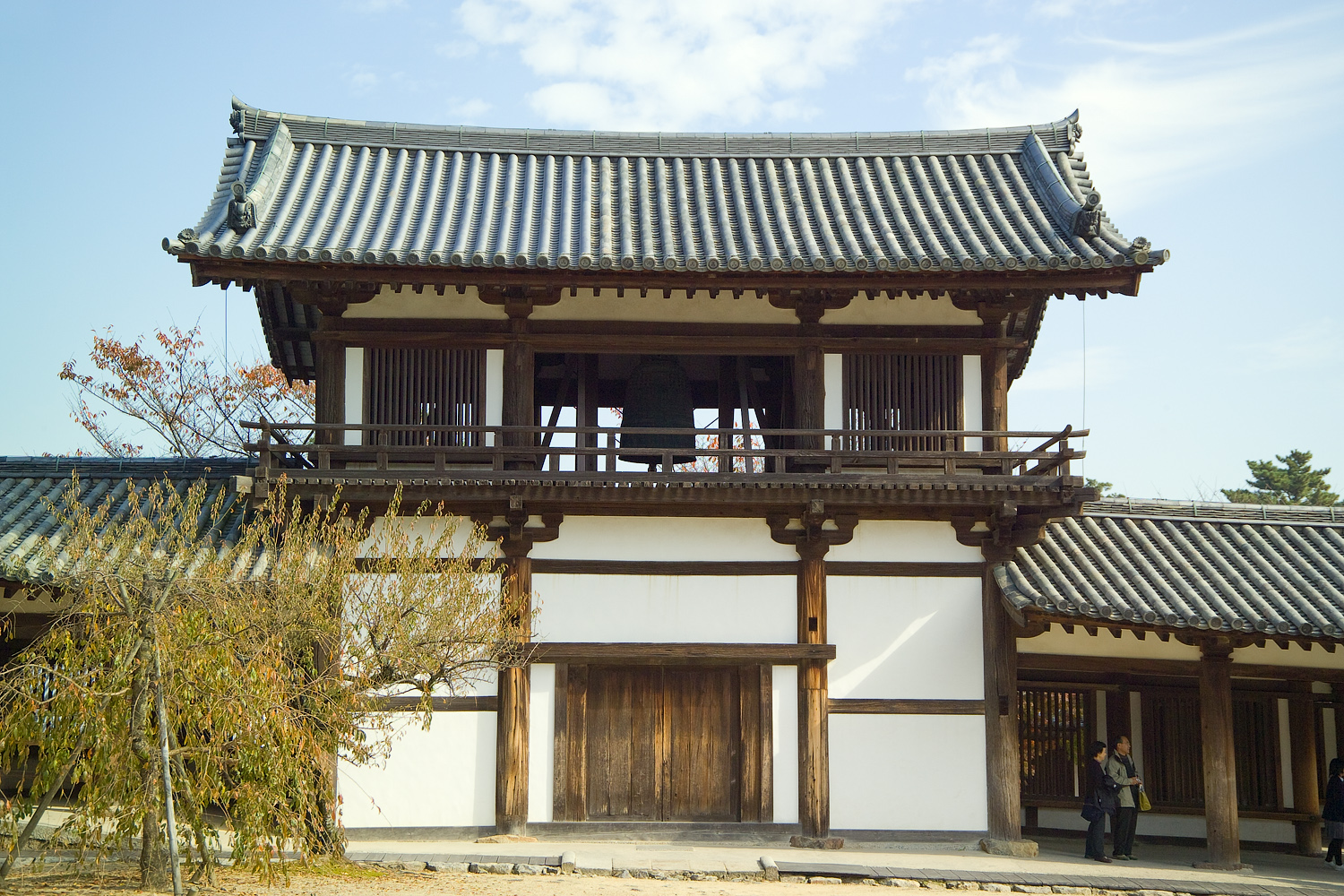
Hōryū-ji's Sai-in Shōrō, un ejemplo de campanario del Período Nara.
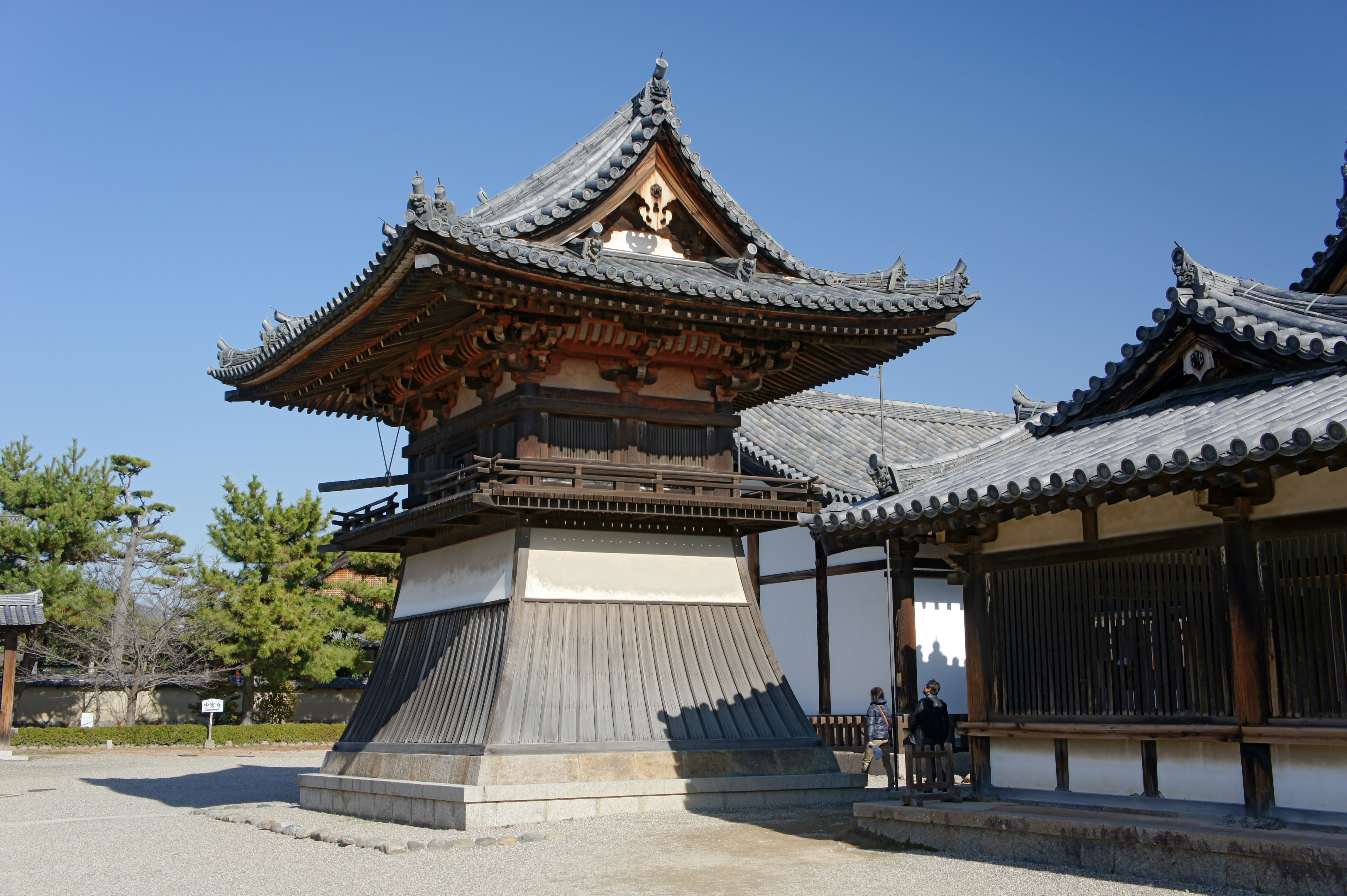
Hōryū-ji's Tō-in Shōrō, un típico hakamagoshi.
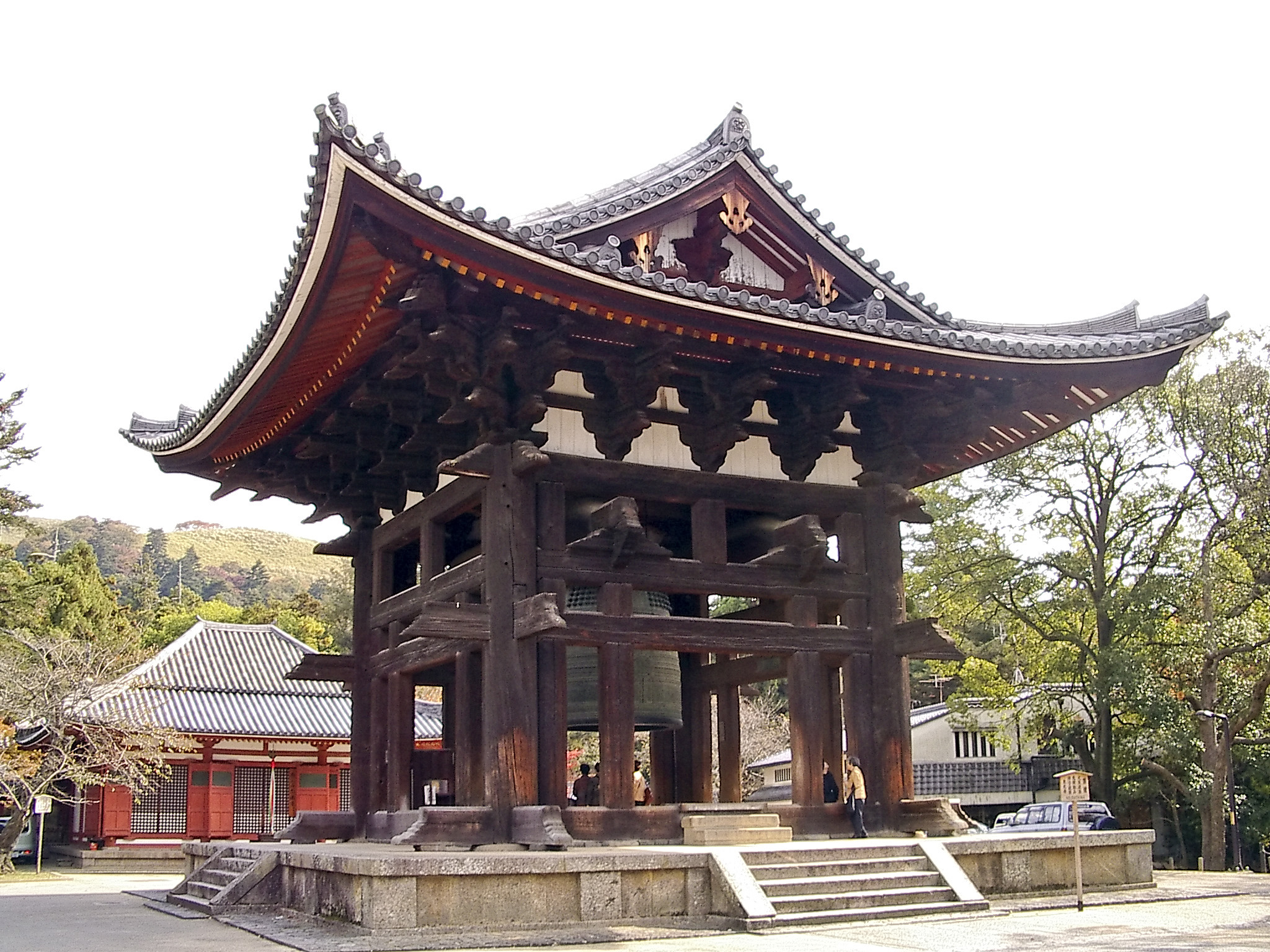
Campanario Tōdai-ji's, un ejemplo de fukihanachi, aunque mucho más grande que el promedio.
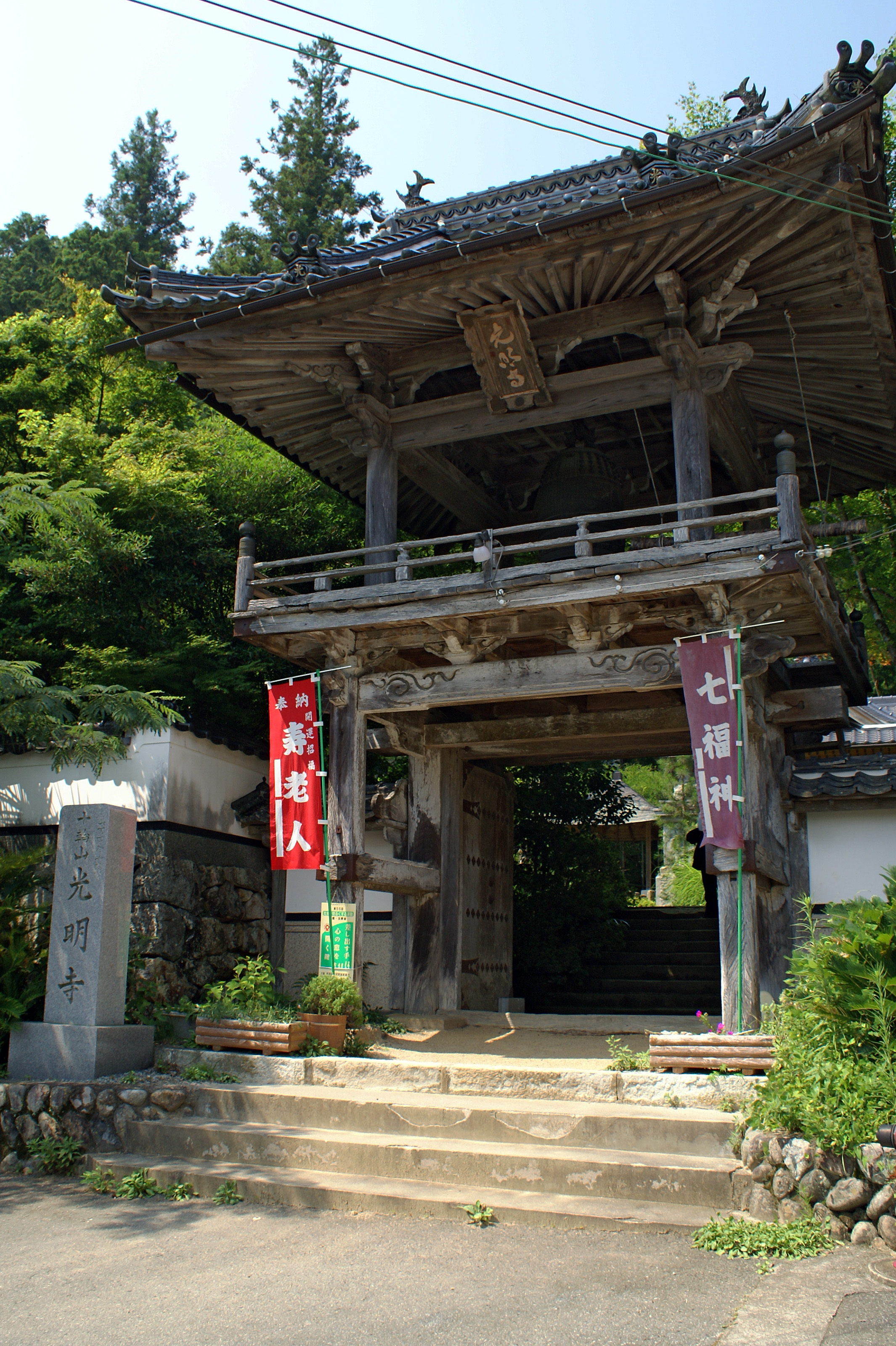
Algunas veces las campanas se instalan en el rōmon.
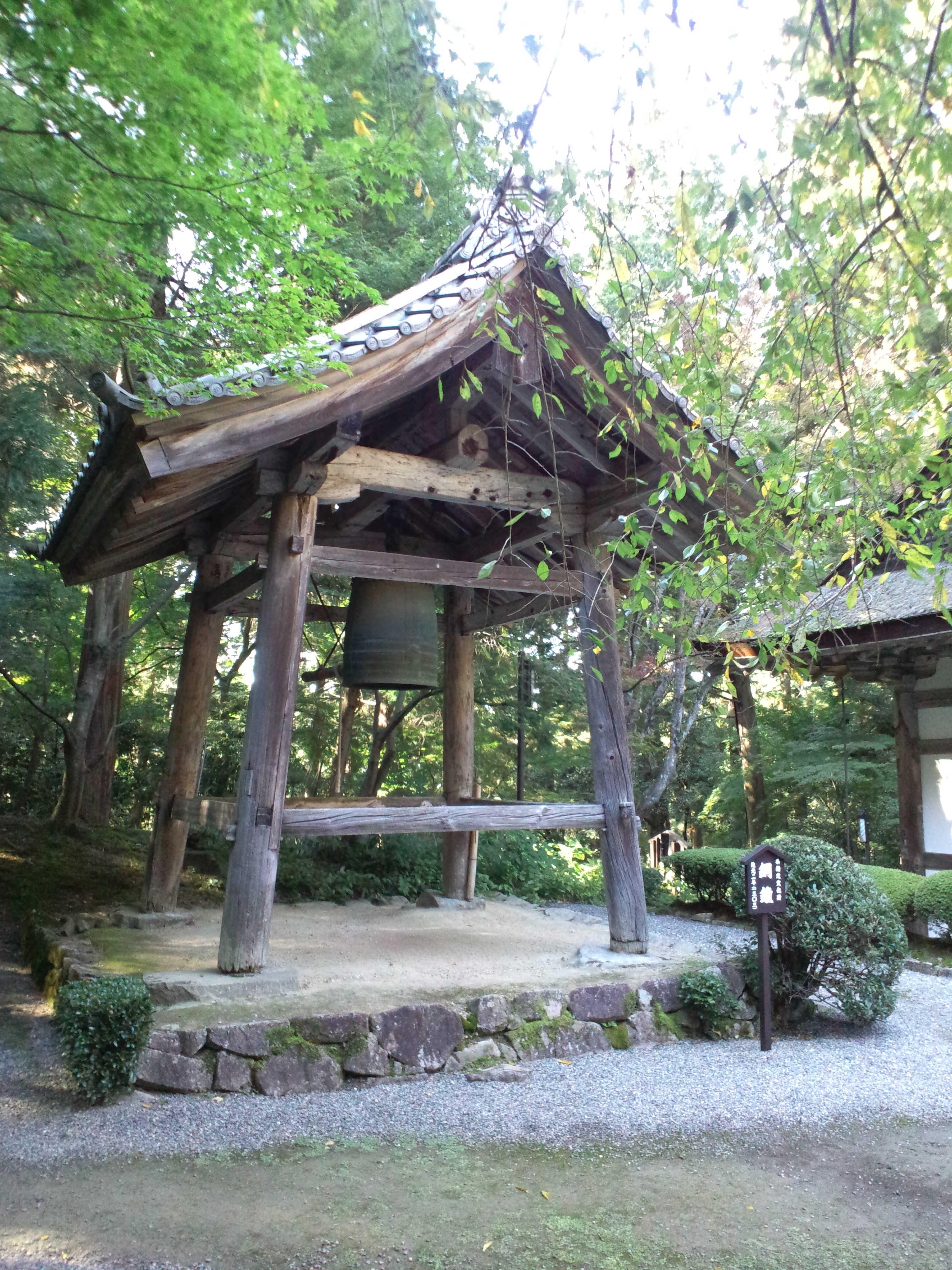
Shōrō en Kongōrin-ji
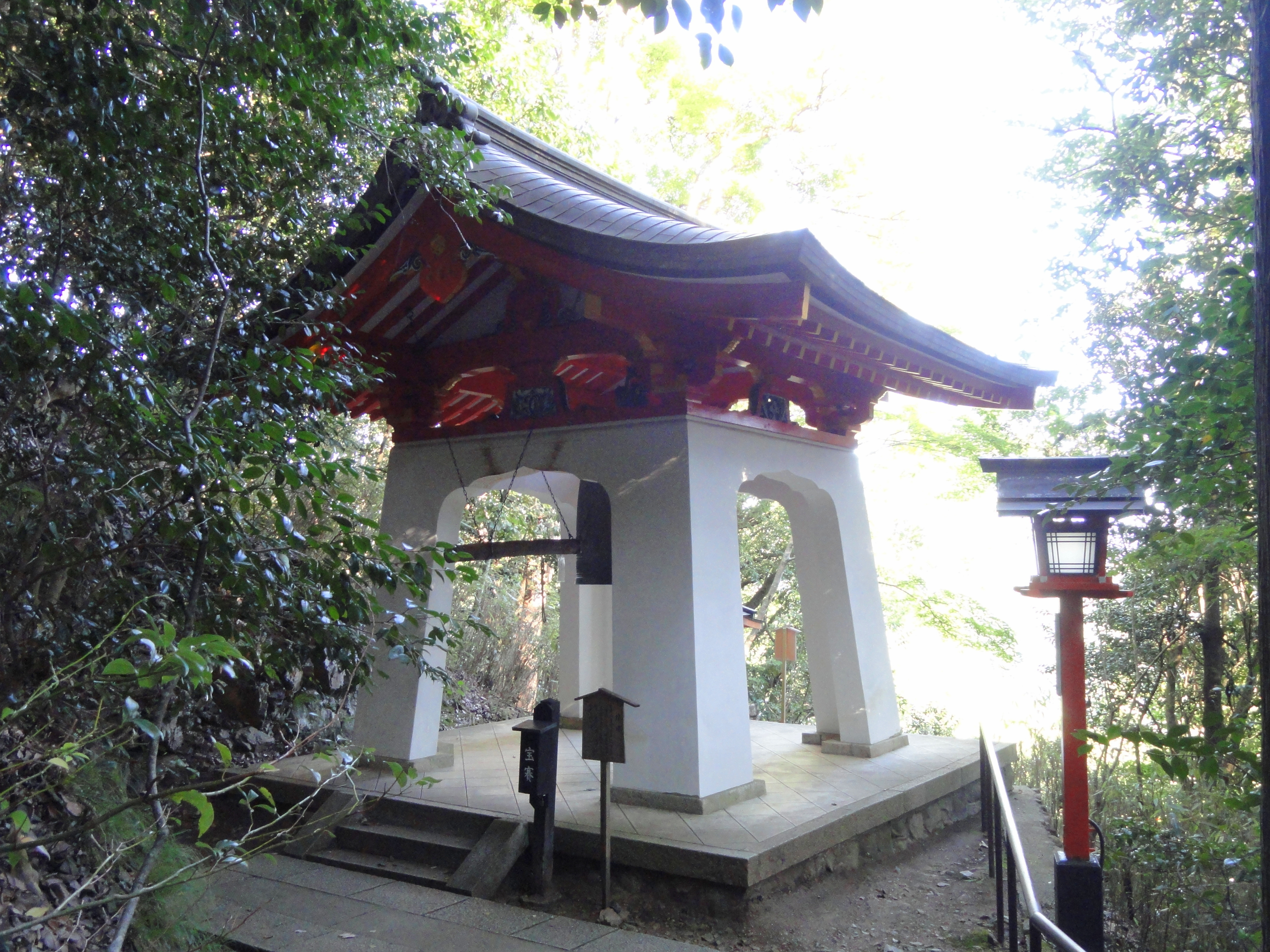
Shōrō en Kurama-dera
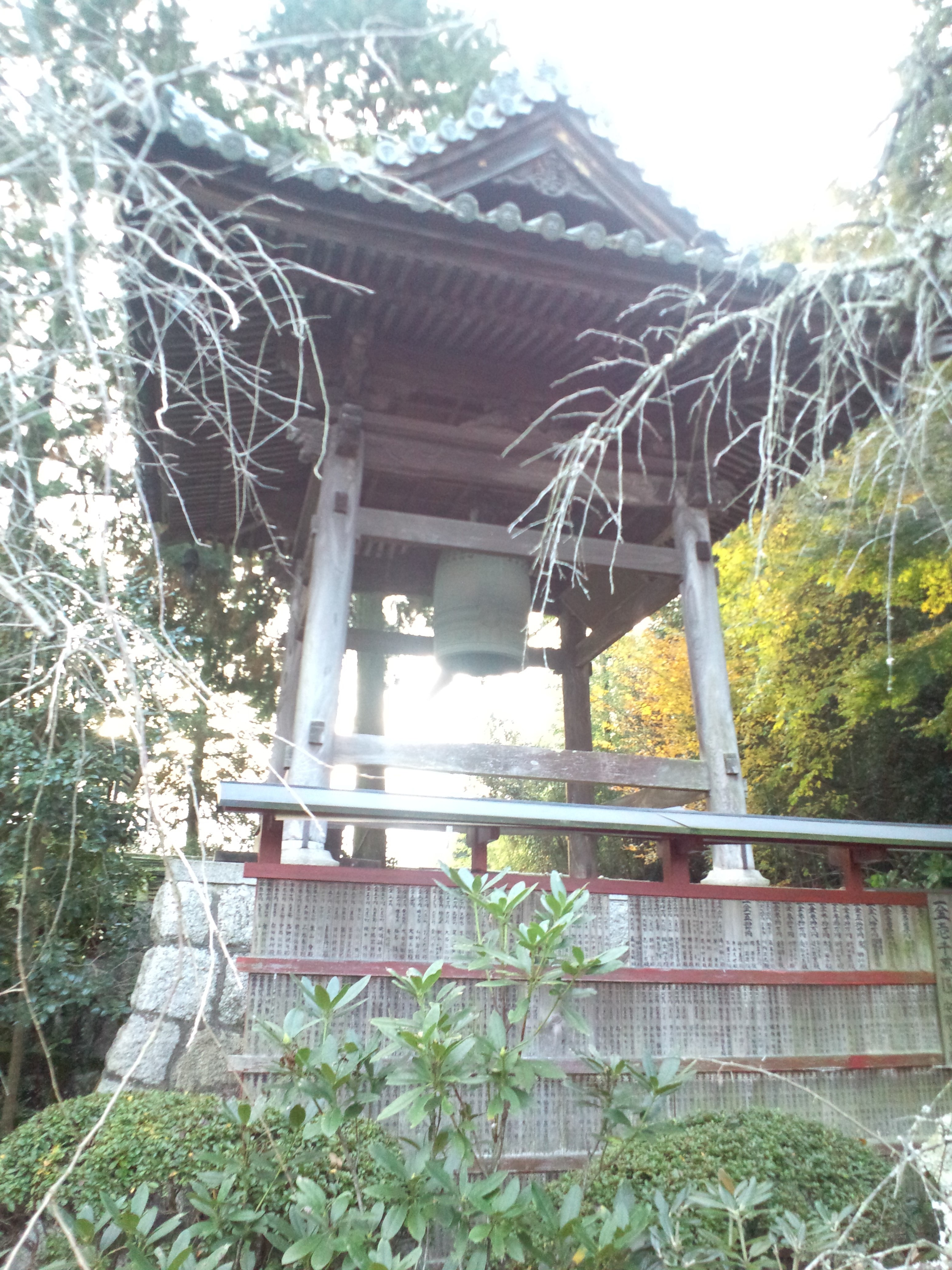
Shōrō en Jison'in